# 남동부흙파는쥐
남동부흙파는쥐 또는 남동부주머니고퍼(Geomys pinetis)는 흙파는쥐과에 속하는 설치류의 일종이다. 미국 남동부의 토착종이다. 앨라배마주와 조지아주 그리고 플로리다주에서 발견되며, 이 지역에 서식하는 유일한 흙파는쥐이다.

## 아종
- Geomys pinetis austrinus
- Geomys pinetis colonus
- Geomys pinetis cumberlandius
- Geomys pinetis floridanus
- Geomys pinetis fontanelus
- Geomys pinetis goffi